# كاياكوي
كاياكوي (بالإنجليزية: Kayaköy, İzmir)‏ هي مدينة من مدن تركيا، تقع في محافظة ازمير.

## الجغرافيا
كاياكوي هو جزء من منطقة أوديميش في محافظة أزمير. هو في 38 ° 12'N 27 ° 49'E / 38.200 ° N ° 27.817 E / 38.200؛ 27،817. المسافة إلى أوديميش هي 17 كم (11 ميل) وإلى أزمير 100 كيلومتر (62 ميل). سكان كاياكوي عددهم 1331. اعتبارا من عام 2011.

## التاريخ
كانت المنطقة المحيطة لكاياكوي هي زعامت (نوع من إقطاعية) خلال العصر العثماني. ولكن ابتداء من القرن ال19، بدأت الحكومة العثمانية تسوية القبائل البدوية إلى الأراضي الإقطاعية السابقة. وقد تم تسوية جزء من قبيلة تركمانية من ساركسيلي (Sarıkeçili) من جنوب الأناضول في كاياكوي. وأعلن كاياكوي مقعد من البلدة في عام 1990.

## الاقتصاد
تقع كاياكوي في أرض خصبة. ولكن وسائل الري تحتاج إلى تطوير. المحاصيل الصناعية المنتشرة مثل التبغ والقطن
لم تعد شائعة. فقد تم استبدالها بالبطاطا والفلفل والبطيخ. تربية الحيوانات وصناعة الألبان هو المصدر التقليدي لمعيشة البدو ولا تزال منتشرة .
القصر من Çakırcalı محمد أيفي، وقطاع الطرق وبطلا شعبيا في كاياكوي وقررت الحكومة مقاطعة أزمير لاستعادة القصر. (قبره هو أيضا في كاياكوي).